# Seznam dílů seriálu Dark
Toto je seznam dílů seriálu Dark. Německý dramatický televizní seriál Dark byl zveřejněn na Netflixu.

## Přehled řad
| Řada | Díly | Premiéra na Netflixu |
| ---- | ---- | -------------------- |
| 1    | 10   | 1. prosince 2017     |
| 2    | 8    | 21. června 2019      |
| 3    | 8    | 27. června 2020      |

## Seznam dílů

### První řada (2017)
| Č. v seriálu | Č. v řadě | Původní název                    | Český název              | Režie         | Scénář                        | Premiéra na Netflixu |
| ------------ | --------- | -------------------------------- | ------------------------ | ------------- | ----------------------------- | -------------------- |
| 1            | 1         | Geheimnisse                      | Tajemství                | Baran bo Odar | Jantje Friese a Baran bo Odar | 1. prosince 2017     |
| 2            | 2         | Lügen                            | Lži                      | Baran bo Odar | Jantje Friese a Ronny Schalk  | 1. prosince 2017     |
| 3            | 3         | Gestern und Heute                | Minulost a současnost    | Baran bo Odar | Jantje Friese a Marc O. Seng  | 1. prosince 2017     |
| 4            | 4         | Doppelleben                      | Dvojí životy             | Baran bo Odar | Martin Behnke a Jantje Friese | 1. prosince 2017     |
| 5            | 5         | Wahrheiten                       | Pravdy                   | Baran bo Odar | Martin Behnke a Jantje Friese | 1. prosince 2017     |
| 6            | 6         | Sic Mundus Creatus Est           | Sic Mundus Creatus Est   | Baran bo Odar | Jantje Friese a Ronny Schalk  | 1. prosince 2017     |
| 7            | 7         | Kreuzwege                        | Rozcestí                 | Baran bo Odar | Jantje Friese a Marc O. Seng  | 1. prosince 2017     |
| 8            | 8         | Was man sät, das wird man ernten | Jak zaseješ, tak sklidíš | Baran bo Odar | Martin Behnke a Jantje Friese | 1. prosince 2017     |
| 9            | 9         | Alles ist Jetzt                  | Vše se děje teď          | Baran bo Odar | Jantje Friese a Marc O. Seng  | 1. prosince 2017     |
| 10           | 10        | Alpha und Omega                  | Alfa a omega             | Baran bo Odar | Jantje Friese a Ronny Schalk  | 1. prosince 2017     |

### Druhá řada (2019)
| Č. v seriálu | Č. v řadě | Původní název         | Český název        | Režie         | Scénář                         | Premiéra na Netflixu |
| ------------ | --------- | --------------------- | ------------------ | ------------- | ------------------------------ | -------------------- |
| 11           | 1         | Anfänge und Enden     | Začátky a konce    | Baran bo Odar | Jantje Friese a Daphne Ferraro | 21. června 2019      |
| 12           | 2         | Dunkle Materie        | Temná hmota        | Baran bo Odar | Jantje Friese a Ronny Schalk   | 21. června 2019      |
| 13           | 3         | Gespenster            | Duchové            | Baran bo Odar | Jantje Friese a Marc O. Seng   | 21. června 2019      |
| 14           | 4         | Die Reisenden         | Cestovatelé v čase | Baran bo Odar | Jantje Friese a Martin Behnke  | 21. června 2019      |
| 15           | 5         | Vom Suchen und Finden | Ztráty a nálezy    | Baran bo Odar | Jantje Friese a Ronny Schalk   | 21. června 2019      |
| 16           | 6         | Ein unendlicher Kreis | Nekonečný cyklus   | Baran bo Odar | Jantje Friese a Martin Behnke  | 21. června 2019      |
| 17           | 7         | Der weiße Teufel      | Bílý ďábel         | Baran bo Odar | Jantje Friese a Marc O. Seng   | 21. června 2019      |
| 18           | 8         | Enden und Anfänge     | Konce a začátky    | Baran bo Odar | Jantje Friese a Daphne Ferraro | 21. června 2019      |

### Třetí řada (2020)
| Č. v seriálu | Č. v řadě | Původní název      | Český název   | Režie         | Scénář                        | Premiéra na Netflixu |
| ------------ | --------- | ------------------ | ------------- | ------------- | ----------------------------- | -------------------- |
| 19           | 1         | Deja-vu            | Déjà vu       | Baran bo Odar | Jantje Friese a Baran bo Odar | 27. června 2020      |
| 20           | 2         | Die Überlebenden   | Přeživší      | Baran bo Odar | Jantje Friese a Baran bo Odar | 27. června 2020      |
| 21           | 3         | Adam und Eva       | Adam a Eva    | Baran bo Odar | Jantje Friese a Baran bo Odar | 27. června 2020      |
| 22           | 4         | Der Ursprung       | Počátek       | Baran bo Odar | Jantje Friese a Baran bo Odar | 27. června 2020      |
| 23           | 5         | Leben und Tod      | Život a smrt  | Baran bo Odar | Jantje Friese a Baran bo Odar | 27. června 2020      |
| 24           | 6         | Licht und Schatten | Světlo a stín | Baran bo Odar | Jantje Friese a Baran bo Odar | 27. června 2020      |
| 25           | 7         | Zwischen der Zeit  | Mezičas       | Baran bo Odar | Jantje Friese a Baran bo Odar | 27. června 2020      |
| 26           | 8         | Das Paradies       | Ráj           | Baran bo Odar | Jantje Friese a Baran bo Odar | 27. června 2020      |